# Рег Бентлі
Рег Бентлі (англ. Reg Bentley, нар. 3 травня 1914, Деліль — пом. 1 вересня 1980, Ред-Дір) — канадський хокеїст, що грав на позиції крайнього нападника.

## Ігрова кар'єра
Народився в багатодітній сім'ї емігрантів із Йоркшира. Його разом з іншими братами навчав хокею батько Білл Бентлі. Старший брат Дага Бентлі та Макса Бентлі.
Хокейну кар'єру розпочав 1931 року.
Усю професійну клубну ігрову кар'єру, що тривала 22 роки, провів, захищаючи кольори команди «Чикаго Блек Гокс» та різноматніх клубів нижчих ліг.
Загалом провів лише 11 матчів у НХЛ, проте увійшов до історії ліги як гравець першої «родинної» трійки нападників, оскільки грав разом з молодшими братами Дагом і Максом.

## Статистика
| Сезон        | Клуб                    | Ліга         | Регулярний сезон | Регулярний сезон | Регулярний сезон | Регулярний сезон | Регулярний сезон | Плей-оф | Плей-оф | Плей-оф | Плей-оф | Плей-оф |
| Сезон        | Клуб                    | Ліга         | І                | Г                | П                | О                | ШХ               | І       | Г       | П       | О       | ШХ      |
| ------------ | ----------------------- | ------------ | ---------------- | ---------------- | ---------------- | ---------------- | ---------------- | ------- | ------- | ------- | ------- | ------- |
| 1931–32      | «Деліль Тайгерс»        | S-SSHL       | 20               | 5                | 4                | 9                | 2                | 2       | 0       | 0       | 0       | 2       |
| 1932–33      | «Деліль Тайгерс»        | S-SSHL       |                  |                  |                  |                  |                  | 2       | 0       | 0       | 0       | 2       |
| 1935–36      | «Саскатун Стандартс»    | N-SSHL       | 19               | 7                | 0                | 7                | 16               | —       | —       | —       | —       | —       |
| 1936–37      | «Саскатун Квакерс»      | N-SSHL       | 20               | 7                | 2                | 9                | 4                | —       | —       | —       | —       | —       |
| 1937–38      | «Мус-Джо Міллерс»       | N-SSHL       | 24               | 14               | 9                | 23               | 14               | 10      | 10      | 4       | 14      | 8       |
| 1938–39      | «Дромгелер Майнерс»     | ASHL         | 32               | 21               | 10               | 31               | 52               | 6       | 4       | 1       | 5       | 9       |
| 1939–40      | «Дромгелер Майнерс»     | ASHL         | 32               | 23               | 8                | 31               | 27               | —       | —       | —       | —       | —       |
| 1940–41      | «Саскатун Квакерс»      | SSHL         | 30               | 14               | 5                | 19               | 2                | 4       | 0       | 0       | 0       | 0       |
| 1941–42      | «Канзас-Сіті Амеріканс» | АХА          | 50               | 16               | 16               | 32               | 16               | 6       | 3       | 4       | 7       | 0       |
| 1942–43      | «Чикаго Блек Гокс»      | НХЛ          | 11               | 1                | 2                | 3                | 2                | —       | —       | —       | —       | —       |
| 1943–44      | «Калгарі»               | CNDHL        | 14               | 7                | 2                | 9                | 6                | 2       | 0       | 0       | 0       | 0       |
| 1943–44      | «Мус-Джо Вікторіяс»     | SSHL         | 2                | 2                | 3                | 5                | 0                | —       | —       | —       | —       | —       |
| 1944–45      | «Калгарі»               | CNDHL        | 10               | 1                | 1                | 2                | 2                | 2       | 0       | 1       | 1       | 0       |
| 1945–46      | «Нью-Вестмінстер Роялс» | ТХЛ          | 57               | 30               | 27               | 57               | 18               | —       | —       | —       | —       | —       |
| 1946–47      | «Нью-Вестмінстер Роялс» | ТХЛ          | 60               | 41               | 30               | 71               | 14               | 4       | 2       | 1       | 3       | 0       |
| 1947–48      | «Саскатун Квакерс»      | WCSHL        | 45               | 28               | 22               | 50               | 17               | —       | —       | —       | —       | —       |
| 1948–49      | «Саскатун Квакерс»      | WCSHL        | 48               | 22               | 18               | 40               | 4                | —       | —       | —       | —       | —       |
| 1948–49      | «Спокен Флаєрс»         | ЗМХЛ         | —                | —                | —                | —                | —                | 4       | 4       | 3       | 7       | 0       |
| 1949–50      | «Саскатун Квакерс»      | WCSHL        | 50               | 15               | 14               | 29               | 14               | 4       | 1       | 0       | 1       | 0       |
| 1950–51      | «Саскатун Квакерс»      | WCSHL        | 40               | 12               | 13               | 25               | 8                | 8       | 2       | 1       | 3       | 0       |
| 1951–52      | «Йорктон Легіонейрас»   | SSHL         | 30               | 20               | 23               | 43               | 4                | 7       | 3       | 5       | 8       | 0       |
| Усього в НХЛ | Усього в НХЛ            | Усього в НХЛ | 11               | 1                | 2                | 3                | 2                | 0       | 0       | 0       | 0       | 0       |